# つげ正助
つげ 正助（つげ しょうすけ、本名:柘植正助、1975年11月19日 ‐ ）は、漫画家つげ義春の長男でマネージャー、著作家。東京都生まれ。母は、状況劇場女優であった藤原マキ。1993年に石井輝男により映画化された『つげ義春ワールド ゲンセンカン主人』にも出演。

## 人物・略歴

### 幼少期
父・つげ義春、母・藤原マキの長男で、一人っ子として東京都調布市に生まれる。2,251gの未熟児であった上、当時の父の精神不安定や、子育て方針をめぐっての両親の不和、その後の母の発病（子宮がん）などで、幼少期を不安定な家庭環境で育つ。
幼少期に、つげ義春の漫画の他、『つげ義春日記』などのエッセイにもたびたび登場し、つげファンの間では知られた存在だった。特に私小説的な作品『無能の人』では、主人公・助川助三の息子として、正助がモデルの三助が登場する。世捨て人たらんとする父を現世につなぎとめる重要な存在であった。作中、三助は喘息持ちとして虚弱に描かれているが、現実には正助はそうではなく、「父の作品には虚構も交じっている」と証言している。

### 成人後
2021年3月につげ義春の全作品を網羅した『つげ義春大全』（講談社、全22巻）が完結したが、「父の作品を後世に残したい」と企画をしたのが、正助であった。全集は、一部の貸し本を除き、ほぼ発表年代順に作品を収め、雑誌掲載時のカラー原稿は最新のデジタル技術で復元したもので、現在では入手困難な貸本時代の初期作品から、旅のエッセイ、単発物のイラストも収録された。2017年頃から、つげ義春に対し講談社からさかんにオファーがあったものを、義春は断り続けていたが、これをのちに知った正助が懸命に説得し、実現した。
一時、「つげ義春の息子は統合失調症」という噂が流れていたが、正助が統合失調症と診断された事はない。かつて、高齢のつげ義春が、統合失調症の息子を世話していたという話が、義春へのインタビュー記事からまことしやかに流れたが、これはある評論家から流された誤情報であって、事実ではなかった。

### つげ義春のマネージャーとして
その後、正助は父のマネージャーとなると、自宅に保管されていた原稿を整理。スキャン作業を行う印刷所へは自分で届けるなど奔走。台詞が剥がれ落ちるなどの個所は、自分で接着剤で貼りなおすなどし、完成に導いた。貸本時代の原稿の多くは紛失していたが、ダンプカーの事故とその顛末を描いた社会派作品と評される『なぜ殺らなかった!』（1961年）の原稿は、大全の刊行のニュースを知った原稿を所有していたファンから寄贈を受けた。
正助は、貸本時代の作品群について、『ねじ式』などの芸術的と評価された作品だけが注目されるが、アイヌ文化を題材としてミステリー、戦国時代を舞台として忍者活劇、心温まる古本屋での物語など、『ガロ』以前の父が描いた種々のエンタメからは、知識量の凄さを感じるなどと語った。また、父の作品について、普通の漫画ではなく、私小説的な文学性がある。リアリズムは他とは違う。『無能の人』のように作品に描かれている人物が時としてフィクションではないと読者に思われることがあるが、主人公が父自身だと思われてしまうということは、家族としては困るし、悩みや苦労はあった。それでも、自分自身、父の生き方、考え方と近いところがある、などとも語った。
2020年のアングレームで開催された原画展「つげ義春　いて、いない」に尽力する。

## 年譜
- 1975年
  - 11月19日、深夜1時20分、難産の末、生まれる。2,251gの未熟児で保育器に入れられる[4]。
  - 12月3日、正助と命名される。義春が原稿締切間近ということもあり、小学生になったときに困らぬよう、画数の少ない名前を考えたものの、思いつかず、妻・藤原マキが何気なく口にした「正助」とし、市役所の受付時間ギリギリの5時ちょうどに出生届が提出される。その際に、職員に「ショウスケさんですね」と言われ、初めて、寝坊と朝酒が大好きな「小原庄助」と同じ名であることに気づき、恥ずかしくなる[4]。
- 1976年
  - 4月4日、調布市小島町の「酒井荘」から同町105番地の「富士マンション」（2DK、家賃4万円）へ転居。多摩川から50mほどの場所だった。同アパートの渡辺ミヨ子と知り合い、家族ぐるみの付き合いをする[4]。
  - 6月、父の文庫本『義男の青春』（講談社）が初版4万部でその後増刷、新潮文庫や二見書房の文庫本も好調。文庫本ブームで一家は金銭的には裕福となる[4]。
  - 10月28日、父の貯金が852万円となる。義春は毎月の家賃から逃れるため、不動産探しを本格化させる[4]。
- 1977年
  - 2月25日、市役所で未熟児優良児表彰を受ける。24人中の一人であった[4]。
  - 5月21日、父つげ義春と入浴後、よちよち歩きで台所に行き、煮えたぎった鍋をひっくり返す。父にすぐに頭から水をかけられ、事なきを得る[4]。
  - 6月10日、母・藤原マキが子宮がんと診断される[4]。
- 1978年
  - 6月6日、ローン残債付き総額950万円で購入した多摩川団地へ一家で引っ越す[4]。
  - 10月30日、父が正助の声を録音するために中古のテープレコーダーを9,500円で購入[4]。
- 1979年
  - 1月1日、本人はのちに否定しているものの、父の『つげ義春日記』では、この日から正助のぜんそくが出始め、抗生物質の投与を受けている[4]。
  - 1月6日、父がカメラコレクター情報誌に10台ほどのカメラを売りに出したところ申し込みが殺到。これをきっかけに父はカメラに没頭しだす[4]。
  - 4月9日、父の自転車に乗せられ走行中に右足が前輪に巻き込まれ、三針を縫う怪我をする[4]。
  - 9月17日、父が狛江胃腸外科で萎縮性胃炎と無酸症と診断される[4]。
- 1980年
  - 4月10日、幼稚園入園。
  - 4月15日、父が激しい不安に襲われ自ら慈恵医大病院へ電話をする。翌日病院で精神安定剤と睡眠剤を処方される[4]。

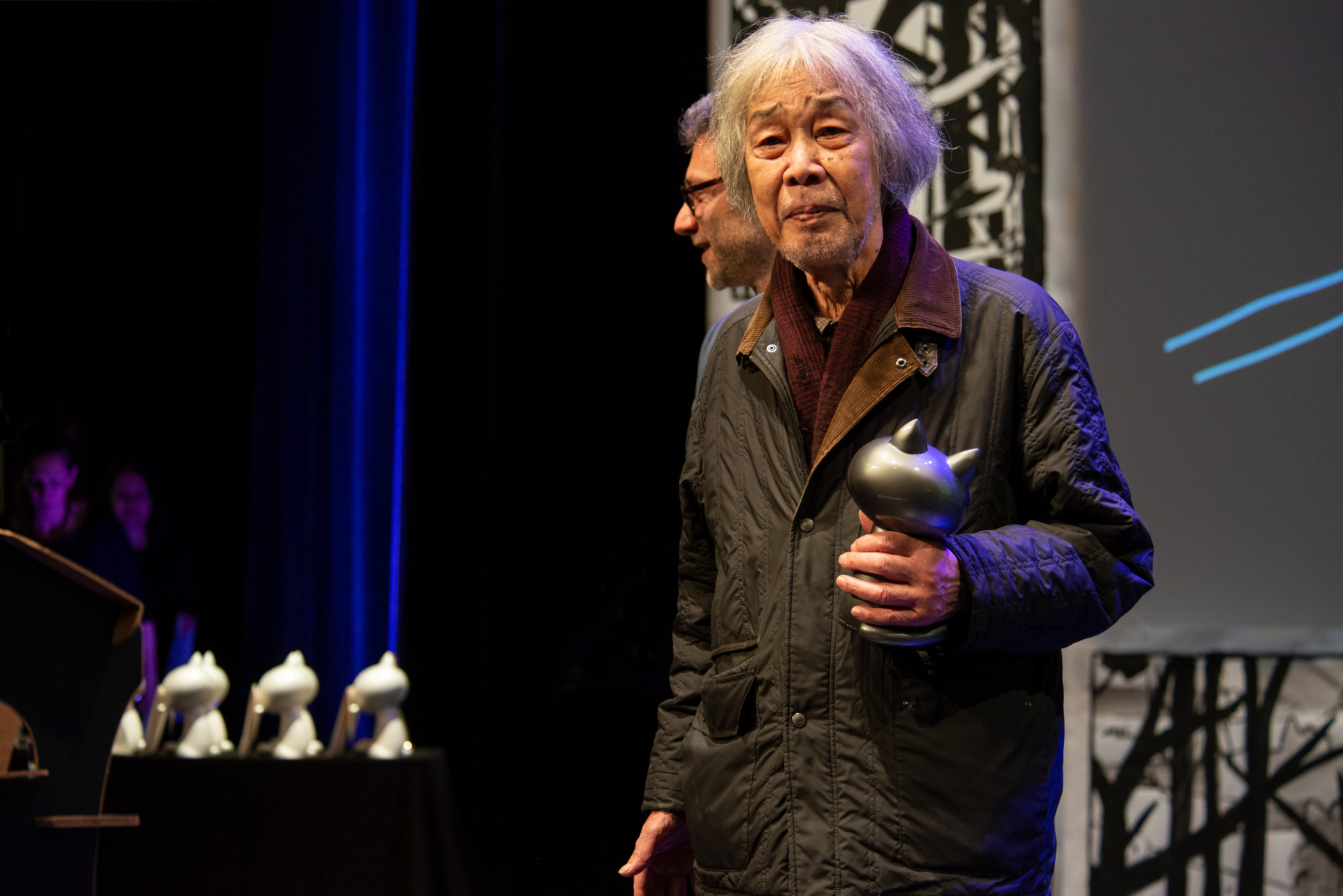
2020年、父・義春がアングレーム国際漫画祭で特別栄誉賞を受賞した際には尽力しフランスへ同行した

- 1993年 - 『網走番外地』などで知られる石井輝男監督により、義春の『ゲンセンカン主人』が『つげ義春ワールド ゲンセンカン主人』のタイトルで映画化されるが、最後のシーンに一家で出演した[3]。
- 2019年 - 11月8日、「つげ義春トーク」に押井守、石川浩司、岩本薫などとともに登壇[7]。
- 2020年 - つげ義春はアングレーム国際漫画祭で特別栄誉賞を受賞。受賞のため父とフランスへ同行[8]。
- 2021年 - 3月、『つげ義春大全』刊行にあたっては、父のマネージャー役として奔走する[1]。
- 2022年 - 5月14日、トークイベント「つげ義春さんの近況と実績 編集者、ファン、家族の視点」に父とともに出演。「父は芸術院のことをよく知らない。会員になると年金をもらえるから、それが目当てだったのでは」と発言[1]。

## 著作
- 『つげ義春 名作原画とフランス紀行』 新潮社・とんぼの本、2022年6月 - 父と浅川満寛との共著

## 出演

### 映画
- 『つげ義春ワールド ゲンセンカン主人』（1993年、石井輝男監督）